# Фискальная марка

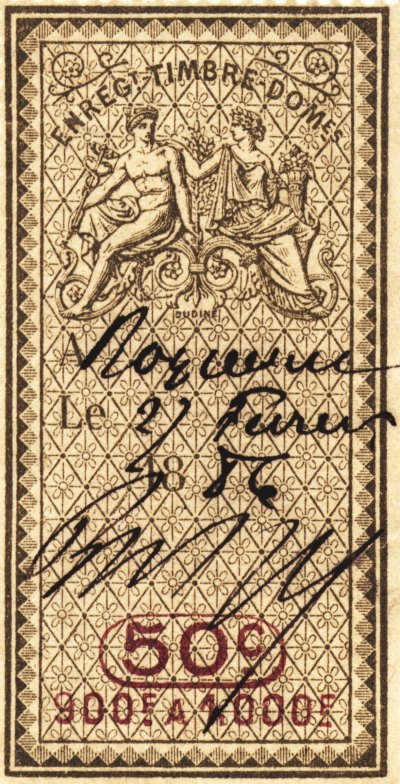
Фискальная марка Франции (1886)

Фиска́льные марки (от лат. fiscus — государственная казна и fiscalis — казённый), или знаки обязательных сборов, — непочтовые марки, являющиеся квитанциями, удостоверяющими получение денежных средств от населения и юридических лиц в государственную или местную казну. Фискальные марки выпускаются почти во всех странах. Иногда используются в качестве почтовых (почтово-гербовых).

## Описание и терминология
Знаки обязательных сборов относятся к категории знаков, имеющих номинал, информацию об их продажной или учётной стоимости. Встречаются фискальные марки, не имеющие указания их стоимости. Это чаще всего знаки, подтверждающие освобождение данного юридического или физического лица от уплаты обязательного сбора. Иногда фискальные марки имеют номинал в натуральных или трудовых единицах.
Обязательность внесения фискального сбора устанавливается администрацией, органами управления государством, регионом или населённым пунктом. Этот сбор вносится в государственную, региональную или муниципальную кассу.
В английском языке для обозначения фискальных марок используют термины «revenue stamp» («марка ревеню»; от англ. revenue — доход, выручка; государственные доходы; департамент государственных сборов; финансовое управление), tax stamp («налоговая марка»; от англ. tax — налог; пошлина, сбор) или fiscal stamp («фискальная марка»).
Фискальные марки условно можно поделить на две большие категории:
- используемые для оплаты пошлин (налогов) за операции, связанные с документами, деловыми бумагами и оказанием административных или судебных услуг (то есть гербовые марки);
- предназначенные для оплаты различных налогов на товары (другие виды фискальных марок).

Знаки первого типа определяются в английском языке термином documentary revenue stamps («документальные»), знаки второго типа — термином proprietary revenue stamps («собственнические фискальные марки»).

## Классификации

### Ранняя советская классификация
В 1929 году на конференции в Симферополе (см. ниже) была принята формулировка, определяющая «фискальные марки» как «знаки, удостоверяющие уплату установленных законом страны общегосударственных или местных налогов и сборов, наклеиваемые на облагаемый предмет или на соответствующие бумаги или документы, и обращавшиеся по принципу марочной системы». Этой формулировкой из числа фискальных марок исключались страховые и сберегательные марки, марки для оплаты ванн и другие, являющиеся не удостоверением получения налога, а удостоверяющие лишь внесение денег за определённые услуги.
Кроме того, конференция приняла следующую классификацию фискальных марок:
1. Гербовые марки.
2. Паспортно-прописные.
3. Канцелярские марки.
4. Судебные марки.
5. По разным прочим налогам и сборам[9][10].

### Классификация Турчинского
Согласно классификации непочтовых марок российского специалиста Ю. П. Турчинского, к фискальным относятся следующие виды марок:
1. Гербовые.
2. Налоговые (пошлинные, податные).
3. Канцелярских сборов.
4. Сборов с печатной продукции (газет, афиш, календарей, игральных карт).
5. Акцизные и патентные.
6. Регистрация внебюджетных сделок.
7. Аукционные.
8. Сборов с купчих крепостей.
9. Паспортные и прописочные.
10. Полицейские.
11. Адресных столов.
12. Венчальные.
13. Судебные.
14. Консульские.
15. Таможенные.
16. Строительных сборов.
17. Сборов за приобретение и пользование радио- и телевизионными приемниками.
18. Больничные, санитарные и в пользу Красного Креста.
19. Рецептурные.
20. Сбора со зрелищ.
21. Трудовые и ремесленных управ.
22. Землеустроительных сборов.
23. Курортных сборов.
24. Сборов на народное просвещение.
25. Сборов с филателистических посылок.
26. Туристских сборов.
27. Прочих сборов и штрафов.

#### Гербовые марки

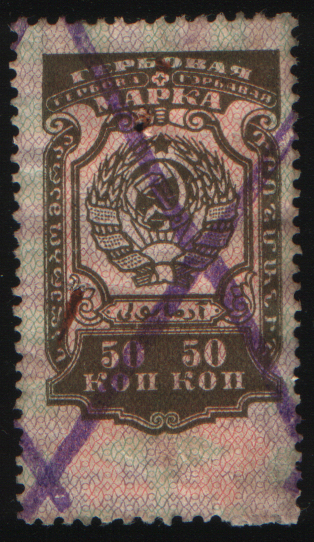
Гербовая марка СССР третьего выпуска (1926, 50 копеек)

Гербовые марки — знаки об уплате гербового сбора, устанавливаемого государством, являются наиболее распространённым видом знаков обязательных сборов. Первоначально гербовый сбор в большинстве государств был многоцелевым. Увеличение объёма хозяйственной деятельности повлекло за собой повышение нагрузки на административный и судебный аппарат государства, местные органы управления. Как следствие этого происходит дифференциация обязательных сборов соответственно их целевому назначению. Появляются судебные, канцелярские, прописочные и другие сборы.

#### Налоговые марки

Марка муниципального налога Люксембурга, погашенная печатью муниципального управления (2008)

К этому виду фискальных марок относятся податные и пошлинные марки.
Податные марки были введены в 1893 году в некоторых местностях России и в Туркестане по инициативе бывшего мирового посредника Подольской губернии М. А. Скибинского.
Пошлинными марками уплачивается государственная пошлина — установленный государством денежный сбор, взимаемый с юридических и физических лиц, в интересах которых специально уполномоченные органы совершают действия и выдают документы, имеющие юридическое значение. В СССР единые пошлинные марки, заменившие многочисленные виды фискальных марок (кроме консульских), стали использовать начиная с 1930 года. В Российской Федерации в период с 1 января 1992 по 1 января 1996 год пошлинные марки использовались в судах, нотариальных конторах, ЗАГСах. В судах марки наклеивались на заявления и кассационные жалобы, подаваемые в суд, при этом они погашались подписью судьи, принимающего эти документы, с указанием даты погашения, или печатью арбитражного суда. С 1 января 1996 года пошлинные марки в России были выведены из оборота.

#### Марки канцелярских сборов
Канцелярские сборы взимались за услуги аппарата управления по выдаче различного рода справок и свидетельств. В России первые марки канцелярских сборов вышли в 1887 году.

#### Марки сборов с печатной продукции
Использовались для сборов с печатной продукции — газет, афиш, календарей, игральных карт и т. п. В некоторых странах такие марки наклеивались на каждый лист газетной или афишной бумаги, идущий в печатную машину. Так, например, марки Бельгии и Турции включают даже фрагменты печатного текста. В Польше в 1920-х — 1930-х годах для оплаты сбора с игральных карт использовались бандероли. Такая бандероль «погашалась» разрывом её при вскрытии колоды карт. В России в 1892 году в пользу Ведомства учреждений императрицы Марии были выпущены марки специального налога на игральные карты, доход от которых шёл на благотворительные цели.

#### Акцизные и патентные марки
Акцизными сборами облагаются отдельные виды товаров народного потребления, такие как, например, вино и табак. Для акцизного сбора с отдельных табачных изделий в России и некоторых других странах применяются акцизные марки (бандероли), напечатанные на узких длинных полосках бумаги, которыми оклеиваются упаковки (коробка, пачка) табака, папирос, сигарет или махорки. Вскрыть упаковку можно только разорвав бандероль. Применение акцизных бандеролей позволяет государству своевременно обнаруживать товары, не оплаченные акцизным сбором, а покупателю гарантирует качество и количество покупаемого товара. Акцизные бандероли или их фрагменты являются знаками обязательных сборов. В некоторых странах, например, США и Канаде, вместо акцизных бандеролей применяются марки, которыми заклеивается упаковка товара.
|                             |                                                      |                                                       |                                    |                                                             |
| Пошлинная марка СССР (1930) | Марка канцелярского сбора (Российская империя, 1887) | Марка канцелярской пошлины (Российская империя, 1902) | Марка сбора с игральных карт (США) | Акцизная марка на продажу табака (Российская империя, 1871) |

#### Паспортные и прописочные марки
Паспортные и прописочные марки применяются в государствах, где действует паспортный режим. В Германии не было общегосударственных паспортных и прописочных марок, они выпускались местными полицейскими управлениями. В России паспортные марки вышли в обращение в 1895 году.

#### Полицейские марки
В России, в городах и местностях со значительным притоком приезжающих лиц (Санкт-Петербург, Москва, курортные местности) для взимания сбора на содержание полиции применялись полицейские марки. Первые полицейские марки были выпущены в 1860 году для Санкт-Петербургской городской полиции и пригородной полиции. Через год подобные марки вышли для Московского городского управления полиции. В 1879 году три марки эмитировали для Харьковской городской полиции. В 1910 году вышли полицейские марки для Анапского городского управления и Майкопской городской управы, а в 1912 году — для Пензенского городского управления.
В 1879 году в Балдоне были выпущены марки сбора на содержание полиции в купальных местах Курляндской губернии, а в 1897 и 1899 годах марки сбора на содержание полиции в купальных местах Эстляндской губернии вышли в Ревеле (ныне Таллин).

#### Марки адресных столов
В Санкт-Петербурге существовал адресный сбор и выпускались специальные марки, доход от продажи которых шёл на содержание адресных бюро. Стоимость марок зависела от их разряда. Они наклеивались в паспорт при прописке приезжавших лиц. Тариф устанавливался на основании документов в зависимости от срока пребывания в столице, пола прибывшего и его профессии. Неимущие и безработные от этого сбора освобождались.
|                                             |                          |                                                       |                                                                                |
| Паспортная марка (Российская империя, 1895) | Прописочная марка (СССР) | Полицейская марка Московской городской полиции (1861) | Марки адресного сбора различных разрядов (Санкт-Петербург, Российская империя) |

#### Венчальные марки
Венчальными называют марки сбора, взимаемого при оформлении актов гражданского состояния. В России таких выпусков не было, для этих целей применялись гербовые марки. Однако в других странах известны единые знаки и изданные по видам событий: рождение, бракосочетание, кончина и проч. Так, например, венчальные марки выпускались в Эстонии.

#### Судебные марки

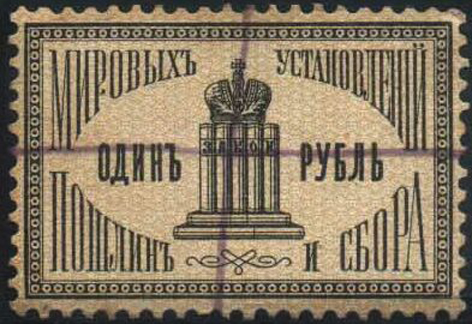
Марка мировых установлений пошлин и сборов (Российская империя, 1887)

Судебные марки составляют многочисленную группу знаков обязательных сборов. В России они поначалу печатались типографским способом на форменном листе судебного дела. После получения судебных пошлин и сборов марка отрывалась или отрезалась от листа и наклеивалась на исковое заявление, а квитанция — на копию, выдававшуюся истцу. Позже стали печататься специальные марки, как общегосударственные, так и региональных, локальных и специальных судов (сиротские, коммерческие, мировые и другие). Известны судебные марки следующих видов: пошлинные, судебного сбора, канцелярские, мировых установлений пошлин и сборов, судебных пошлин и сбора с бумаги, надбавки за местные средства. Выпуск судебных марок в СССР продолжался до 1930 года, когда были введены единые пошлинные марки.

#### Консульские марки

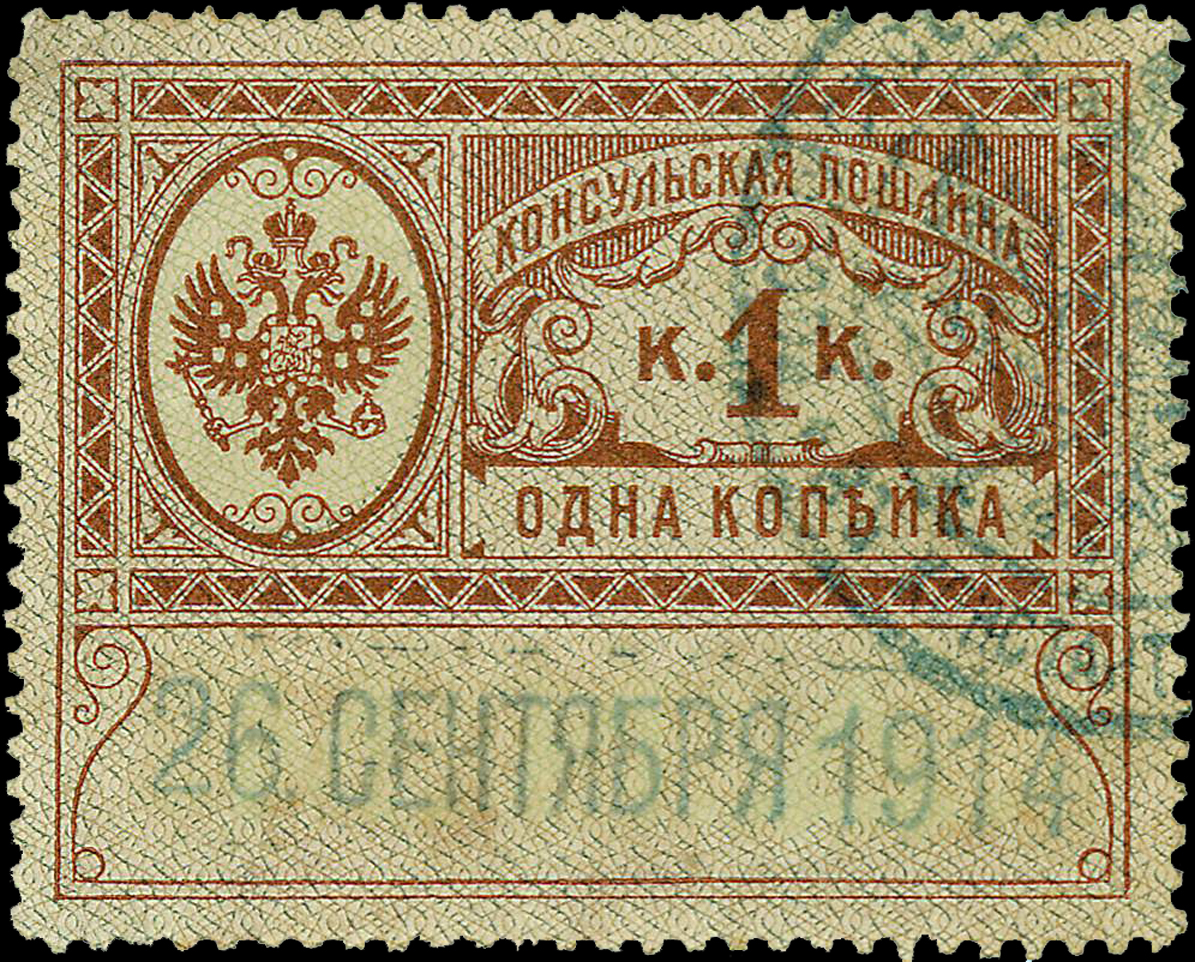
Консульская марка (Российская империя, 1913)

Консульские марки используются для оплаты консульских пошлин при оформлении въездных и выездных документов. В России применяются с 1913 года.
В 1922 году запас этих марок, имевшийся в посольстве РСФСР в Германии, был снабжён надпечаткой, и некоторое время эти запасы использовались для франкировки служебной корреспонденции Народного комиссариата иностранных дел РСФСР и других советских организаций, отправляемой воздушной почтой в Москву. Надпечатка превращала консульские марки из фискальных в почтовые.

#### Таможенные марки
Марки таможенных сборов применяются в ряде государств. Такие знаки были и в Российской империи.

#### Марки строительных сборов
С 1867 по 1875 год в Санкт-Петербурге выпускались марки специального сбора, взыскиваемого при оформлении документов в строительном отделе городской думы. К этой группе относятся также знаки сборов за пользование городскими сооружениями, как, например, марка, выпущенная отделом коммунального хозяйства города Феодосии.

#### Марки сборов за приобретение и пользование приёмными устройствами
Широкое распространение радио и телевидения вызвало появление марок сборов за приобретение и пользование приёмными устройствами. В конце 1920-х и начале 1930-х годов в СССР применялся сбор на развитие радиовещания, взимаемый с частных коммерсантов. Марки мелких номиналов имели треугольную форму, высоких — были большого формата с изображением изобретателя радио А. С. Попова.

#### Марки медицинских сборов
Для оплаты сборов на содержание медицинских организаций и на различные медицинские нужды выпускались различные виды фискальных марок: больничные, рецептурного сбора, санитарные марки, марки в пользу Красного Креста. Некоторые обязательные местные сборы, например, больничные, медицинские, санитарные, также носили благотворительный характер.

#### Марки сбора со зрелищ
К этому виду фискальных марок относятся марки, выпущенные в пользу Ведомства учреждений императрицы Марии (ВУИМ), опекавшего в Российской империи сиротские учреждения. Сбор взимался при продаже входных билетов на синематограф, цирк, театр. Марка сбора наклеивалась так, что её талон оказывался на корешке билета и отрывался для отчёта в кассе. После Февральской революции сбор со зрелищ и увеселений применялся для пополнения государственного и местного бюджетов. В советское время зрелищные марки были выпущены:
- в РСФСР в 1923 году, они долгое время были в использовании;
- в СССР в 1932 году.

Выпуск общесоюзной серии состоялся перед вводом марок единой государственной пошлины, заменивших все виды фискальных марок, поэтому она не успела попасть в обращение и почти вся была уничтожена. Известны марки общесоюзной серии с надпечаткой «ОБРАЗЕЦ» и незначительное количество без надпечаток.
Некоторое время сбор со зрелищ существовал в китайском городе Харбине, где до 1950-х годов проживала значительная группа русскоязычного населения.

#### Трудовые марки и марки ремесленных управ
Трудовые марки составляют особую группу знаков обязательных сборов. В начале 1920-х годов в РСФСР была установлена трудовая повинность для нерабочих и некрестьян, о чём свидетельствовали трудовые марки, выпущенные Наркомтрудом для учёта рабочих дней (трудодней) и наклеивавшиеся в специальные учётные книжки. Существовала также гужевая (транспортная) повинность. Ей соответствовали трудовые марки с номиналом в гужеднях (гужднях). Марки обоих видов печатались в листах по 25 штук в каждом.
В начале XX века в некоторых городах России во время сильных снегопадов вводилась повинность по вывозу снега, налагавшаяся на владельцев ломовых лошадей.
Марки своих сборов имели некоторые ремесленные управы, занимавшиеся в России вопросами трудовой и производственной деятельности рабочих, кустарей и мелких предпринимателей производственного профиля.
|                                                   |                                                                     |                                                                                    |                                     |
| Марка сбора на развитие радиовещания (СССР, 1926) | Марка больничного сбора Санкт-Петербургской городской управы (1889) | Зрелищная марка, выпущенная в пользу Ведомства учреждений императрицы Марии (1898) | Трудовая марка гужповинности (СССР) |

#### Марки землеустроительных сборов
Использовались для оплаты землеустроительных работ, выполнявшихся органами местной администрации.

#### Марки курортных сборов

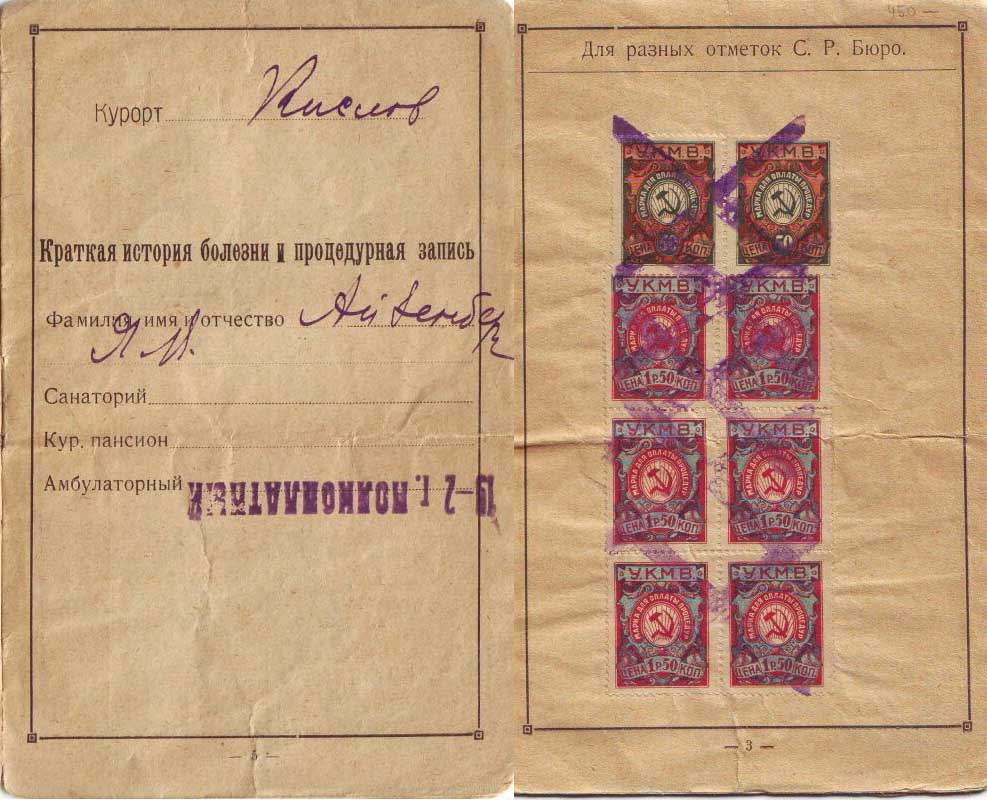
Марки курортного сбора Управления Кавказских Минеральных Вод (1922)

Курортные сборы взимались с лиц, приезжавших в курортные местности временно, для лечения или отдыха. Порядок их взимания и размер платежа устанавливались местными муниципальными органами управления, а полученные денежные средства использовались для финансирования деятельности учреждений, постоянно или временно обслуживающих курортников. К этой группе относятся также знаки, подтверждающие оплату услуг бальнеологических и других лечебных учреждений, расположенных на курортах. В России начиная с 1911 года выходили марки курортного сбора Управления Кавказских Минеральных Вод (УКМВ). Всего состоялось четыре выпуска марок УКМВ в 1911, 1917 и два выпуска в 1922 году.

#### Марки сборов на народное просвещение
Обязательные государственные сборы на народное просвещение периодически применялись в некоторых странах, в частности странах Латинской Америки. Обычно же такие сборы бывают добровольными и проводятся общественными и другими негосударственными организациями.

#### Марки сборов с филателистических посылок
С 1922 по 1933 год в СССР выпускались марки сбора с филателистических посылок. Эти знаки обычно включаются в каталоги почтовых марок, но по своему экономическому содержанию они являются фискальными.

#### Марки туристских сборов
В предвоенные годы в Латвии существовал туристский сбор и выпускались специальные туристские марки, средства от продажи которых направлялись государством на развитие туризма.

#### Марки прочих сборов и штрафов
В группу прочих входят знаки следующих сборов: марки ярмарочного сбора, налога на собак, таможенного сбора со стоимости продуктов животноводства, рогаточного сбора, взимаемого при проезде возов и при прогоне в городской черте лошадей и крупного рогатого скота, статистического сбора, сбора на городские нужды, дорожного сбора, мостового сбора, рыночного сбора, сборов за осмотр электрических осветительных и газовых устройств, эмигрантского сбора. К знакам обязательных сборов также относятся квитанции, выдаваемые административными органами при взимании различного рода штрафов и сборов на принудительные услуги, например, за услуги вытрезвителей.

## Коллекционирование

### История
Интерес к коллекционированию фискальных марок возник задолго до появления почтовых. Примерами ранних коллекционеров гербовых и других фискальных марок могут служить ирландский генеральный сборщик гербовых пошлин Джон Бурке (John Bourke), составивший коллекцию знаков оплаты таможенных сборов в 1774 году, и английский биолог Джон Грей. В США во второй половине XIX века также были известные последователи этого увлечения и дилеры.
В Советском Союзе в 1920-е — 1930-е годы собирание фискальных марок было тоже популярно, о чём свидетельствуют публикации в советской филателистической периодике того времени. Заслуживает внимания факт присуждения коллекции В. В. Веркмейстера «Гербовые и фискальные марки России, РСФСР, СССР» большой золотой медали на первой Всесоюзной выставки по филателии и бонам в 1924 году в Москве В. Веркмейстер известен также тем, что выступал со статьями по коллекционированию фискальных марок. Приверженцев этого вида коллекционирования называли тогда фискалистами. 23—24 июля 1929 года в Симферополе состоялась I Всесоюзная конференция собирателей фискальных марок, в работе которой приняли участие 13 коллекционеров из Москвы, Харькова, Феодосии и Симферополя. Kонференция выработала ряд ценных положений методического характера (см. выше).

### Каталоги
Первые каталоги фискальных марок составлялись и издавались в США, а именно:
- самый первый каталог фискальных марок США Севера и Фрэнсиса (Sever and Francis, 1863);
- каталог Дж. Б. Мэйсона (G. B. Mason); начат в 1878 году по инициативе Нью-Йоркского национального филателистического общества (New York National Philatelic Society), включал перечень 14 500 фискальных марок, издан в 1889 году Джоном Тиффани (John Tiffany), с дополнением по другим видам непочтовых марок уже в XX веке[25].

В начале XX века появился каталог фискальных марок Испании. В 1915 году вышло в свет издание французского каталога фискальных марок всего мира, составленного Альфредом Форбеном. Каталог с тех пор не переиздавался, имеется лишь его репринтное издание 1991 года, но он по-прежнему используется коллекционерами.
Каталог почтовых марок «Скотт» размещает на своих страницах сведения о фискальных марках США. Многие современные зарубежные каталоги почтовых марок также включают информацию о фискальных марках. Английская компания J. Barefoot Ltd. публикует специализированные каталоги фискальных марок для Австрии, балканских стран, балтийских государств, стран Бенилюкса, Великобритании, стран Содружества наций, Венгрии, Польши, стран Скандинавии и Чехословакии, а также России. Канадская компания E. S. J. van Dam Ltd. издаёт каталог и альбом для фискальных марок Канады.

### Международная регламентация
Обычно считалось, что фискальные марки как объекты филателистического коллекционирования допустимы только на почтовых отправлениях. Однако относительно недавно Международная федерация филателии (ФИП) включила знаки обязательных сборов вместе с кредитными знаками (сберегательные, страховые, контрольные, накопительные марки) в особую группу коллекционных знаков, называемую «ревеню» (англ. Revenue). Эта группа допущена для экспонирования на филателистических выставках ФИП. Специальный регламент для экспонатов класса ревеню был введён ФИП с 25 ноября 1991 года:

Статья 2: Конкурсные экспонаты
2.1 Конкурсные экспонаты

Экспонаты данного класса содержат тиснёные, отпечатанные (на документах) или наклеиваемые налоговые, пошлинные и кредитные марки, изданные непосредственно государственными, муниципальными или посредническими органами (администрацией).
2.2 Налоговые марки

Марки, изданные для оплаты или для констатации оплаты или освобождения от налога, сборов или других фискальных обложений, называются «налоговыми марками».
2.3 Пошлинные марки

Марки, предназначением которых является фиксация уплаты пошлин различного назначения или освобождения от них, называются «пошлинными марками».
2.4 Кредитные марки

Марки, изданные для регистрации денежных кредитных операций, называются «кредитными марками».
Оригинальный текст (англ.)
2.1 Competitive Exhibits

A revenue exhibit comprises embossed, imprinted or adhesive tax, fee or credit stamps issued by or under the origination authority of a state or municipal or intermediate governmental authority. Such exhibits will display one or more such type of stamp, and where appropriate will explain, and in any event will make suitable reference to, the reasons for and where necessary the regulations relating to the services, transactions of other matter being considered.
2.2 Tax Stamps

Stamps issued for the payment of, or for noting matters relating to, the payment of or exemption from a tax, levy or other fiscal imposition or duty are «tax stamps».
2.3 Fee Stamps

Stamps the purpose of which is to record payment of or exemption from a fee for which some service is to be or has been rendered are «fee stamps».
2.4 Credit Stamps

Stamps issued to denote some monetary or fiscal credit in favour of the purchaser his principal or assignee are «credit stamps».

### Объединения
Коллекционерами фискальных марок организованы специальные клубы и общества. Так, в Великобритании в начале XX века существовало Фискальное филателистическое общество, а ныне это направление коллекционирования представлено в рамках Клуба марок-синдерелл и Общества ревеню, членами которых являются как британские, так и зарубежные собиратели. Подобные общества созданы и в США — Американская ассоциация ревеню и Общество ревеню штатов (State Revenue Society) В Индии и Канаде также имеются похожие организации — Фискальное филателистическое общество Индии (Fiscal Philatelic Society of India ) и Группа изучения канадских ревеню (Canadian Revenue Study Group).
Объединениями любителей фискальных марок издаются специализированные журналы. Например, Американская ассоциация ревеню публикует с периодичностью шесть раз в год журнал «American Revenuer».